# Баптистерий
Баптистерий (на латински: baptisterium; на гръцки: βαπτίζειν) в раннохристиянската архитектура представлява кръщелня – помещение в църквата или пристройка към нея (откъм юг), където в първите векове от признаването на християнството като официална религия и в средновековието се извършва ритуалът на свето кръщение на възрастни.
В центъра на кръщелнята (баптистерия) се намира кръщелен купел (басейн), обикновено достатъчно голям, че в него да може да се потопи възрастен или дори няколко души едновременно. Първите баптистерии са построени през IV век и техните размери са доста големи. Често те служат също за подготовка на хората за приемане на кръщението, а понякога и за срещи на християнската общност.
В началото на IX век броят на построените баптистерии намалява драстично, населението е вече напълно покръстено и така все по-малко възрастни имат нужда от приемане на светото кръщение. Постепенно този ритуал се предназначава главно за новородените и децата. Размерите на купела също намаляват – вместо басейн неговият вид е по-близък до този на голяма купа.
Той може да бъде както преносим (обикновено направен от метал) или изграден в параклиси и църкви – на западната стена близо до входа (както е било прието за западните църкви) или в специален вестибюл (характерно повече за източните църкви).